# Cape St. John
Cape St. John är en udde i Kanada.   Den ligger i provinsen Newfoundland och Labrador, i den östra delen av landet, 1 600 km öster om huvudstaden Ottawa.
Terrängen inåt land är platt åt sydväst, men åt sydost är den kuperad. Havet är nära Cape St. John åt nordost. Trakten är glest befolkad. Närmaste större samhälle är LaScie, 7,3 km sydväst om Cape St. John. 